# Høyenhall Station
Høyenhall Station (Høyenhall stasjon) er en metrostation på Lambertseterbanen på T-banen i Oslo. Stationen, der er en af de mindre på Lambertseterbanen, ligger i nærheden af Bryn senter. Fra stationen er det muligt at se til nabostationen Brynseng, der ligger 600 meter væk.
Lambertseterbanen åbnede som sporvej i 1957 men blev forberedt på senere omstilling til T-bane. Under Høyenhall blev der således bygget transformatorstationer. Banen blev omstillet til T-bane i 1966. Stationen blev opgraderet til metrostandard i sommeren og efteråret 2011 med genåbning 14. august 2011.